# 黄海军
黄海军 (1964年—)，湖南长沙人，北京航空航天大学教授，从事管理学等方面的研究。入选中华人民共和国教育部2008年度"长江学者"特聘教授。曾就读于南京航空航天大学航空系、北京航空航天大学经济管理学院。